# Município Humpata
Município Humpata är en kommun i Angola.   Den ligger i provinsen Huíla, i den sydvästra delen av landet, 700 km söder om huvudstaden Luanda. Antalet invånare är 100 819.
Omgivningarna runt Município Humpata är huvudsakligen savann. Runt Município Humpata är det glesbefolkat, med 16 invånare per kvadratkilometer.